# Caubiac
Caubiac település Franciaországban, Haute-Garonne megyében. Lakosainak száma 440 fő (2022. január 1.). Caubiac Le Grès, Cadours, Garac, Vignaux és Encausse községekkel határos.

## Népesség
A település népességének változása:
| Lakosok száma | 177  | 130  | 154  | 234  | 355  | 370  | 382  | 396  | 411  | 440  |
|               | 1968 | 1982 | 1990 | 2006 | 2013 | 2015 | 2017 | 2019 | 2020 | 2022 |